# Стадион Требол
Стадион Требол (шп. Estadio Manuel Felipe Carrera) је фудбалски стадион у Гватемала Ситију, Гватемала. Служи као место за тренинг и дом за ЦСД Мунисипал (Лос Рохос), један од најтрадиционалнијих клубова у земљи. Стадион имао је капацитет од 7.500 људи. а касније повећан на 11.625 места за посетиоце.
У извештају Националне фудбалске федерације Гватемале из 2017. године утврђено је да је стадион један од само четири стадиона у Гватемали који испуњава стандарде ФИФАкоје су обухватале безбедност и инфраструктуру. Тај извештај је показао да Естадио Ел Требол обезбеђује сигурносне мере постављањем надзорних камера, између осталог, а свлачионице су такође биле у добром стању.
Стадион се углавном користи за фудбалске утакмице, фудбалски клуб ЦСД Мунисипал користио је овај стадион, углавном за тренинг. Повремено се играла и званична утакмица. Стадион може да прими 11.625 гледалаца. Стадион је отворен у јулу 1991. године.